# Verd maragda

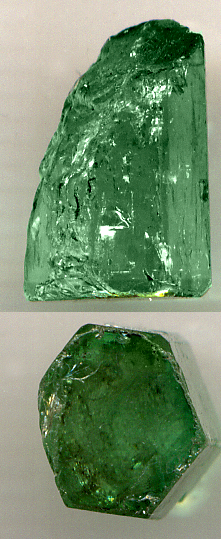
Maragdes

El color verd maragda és una gradació de verd particularment lluminosa i brillant, amb un rerefons de blau. El nom deriva del típic aspecte del mineral maragda, que presenta aquest color per la presència d'una petita quantitat de crom.

## En la cultura popular
El país d'Irlanda s'anomena l'«illa de les maragdes», en referència al verd de la seva exuberant vegetació. Pel mateix motiu, Seattle s'anomena la «ciutat de les maragdes». En el conte El màgic d'Oz, de L. Frank Baum, en canvi, és un lloc on tot, dels aliments a les persones, són de color verd maragda. Pantone elegí el verd maragda com a color de la temporada 2013.
Verd maragda pot ser el color de moltes coses, com ara de tolls, dels ulls, del raïm, o d'alguns ocells, rèptils o insectes.

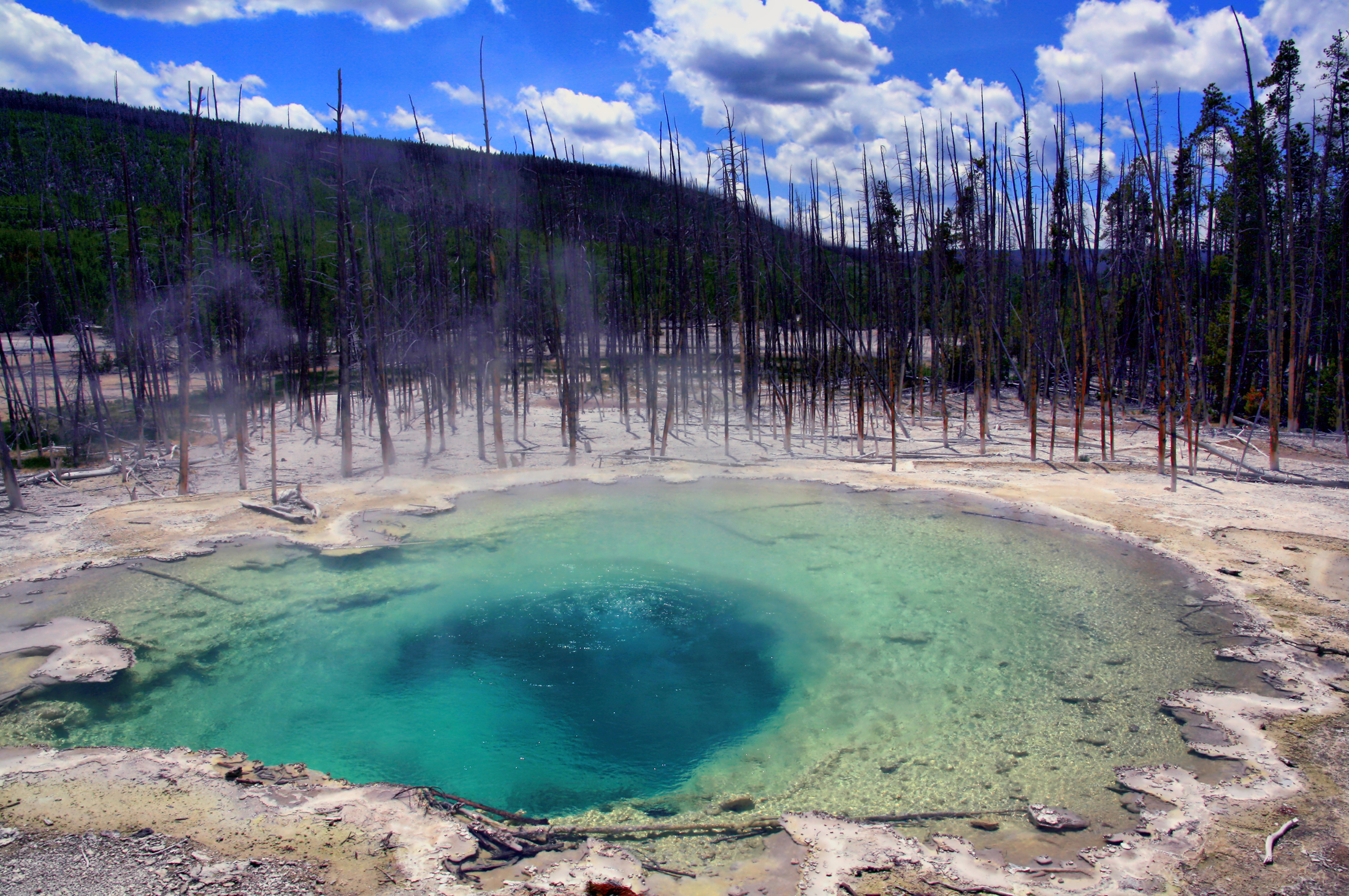
Primavera maragda al Parc Nacional de Yellowstone
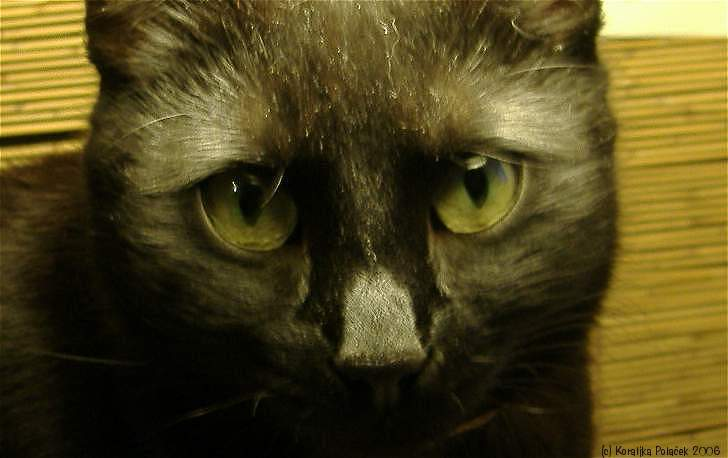
Gat amb els ulls verd maragda
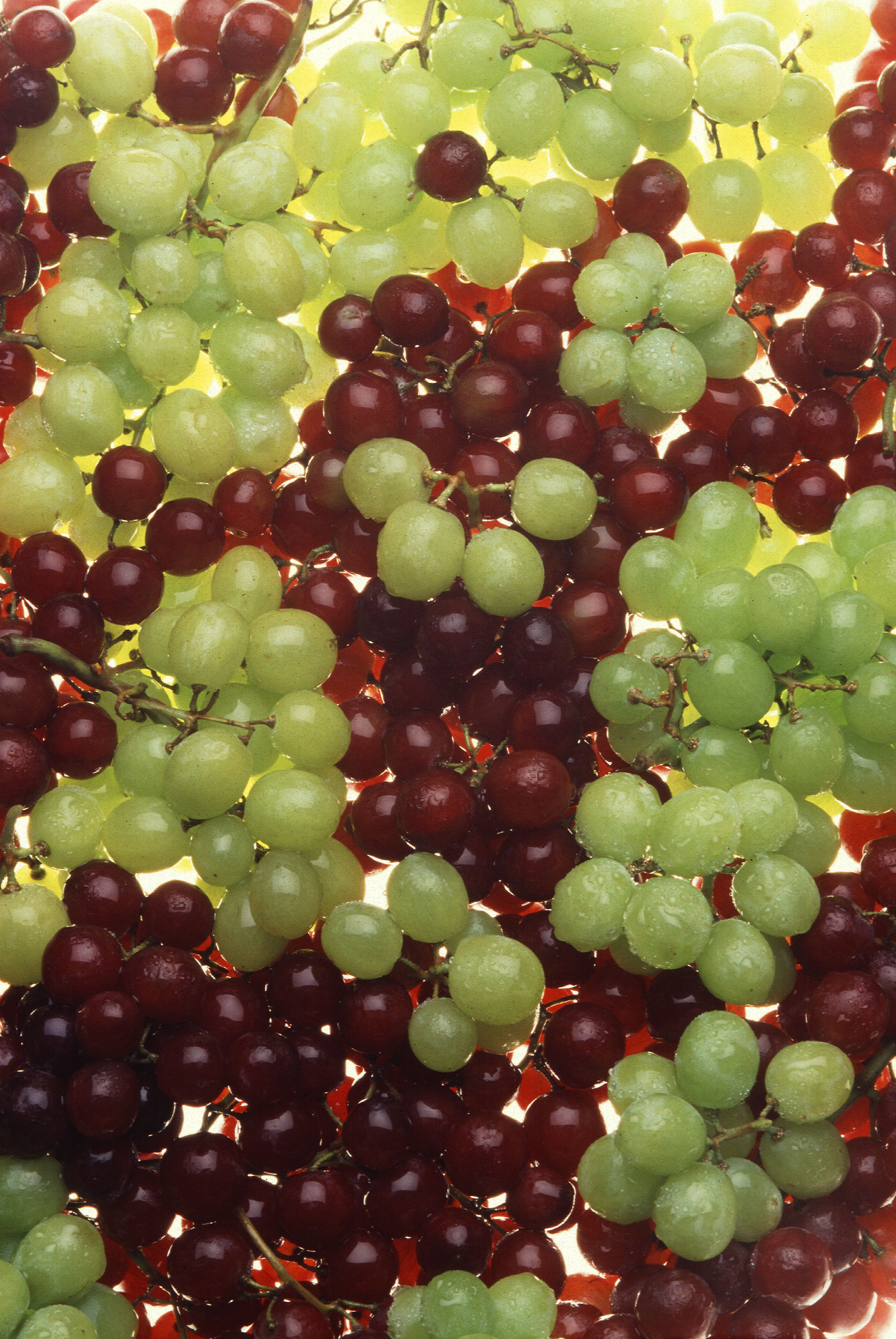
Raïm verd
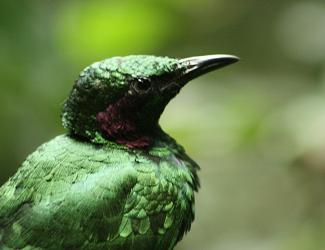
Stavenn Coccycolius iris
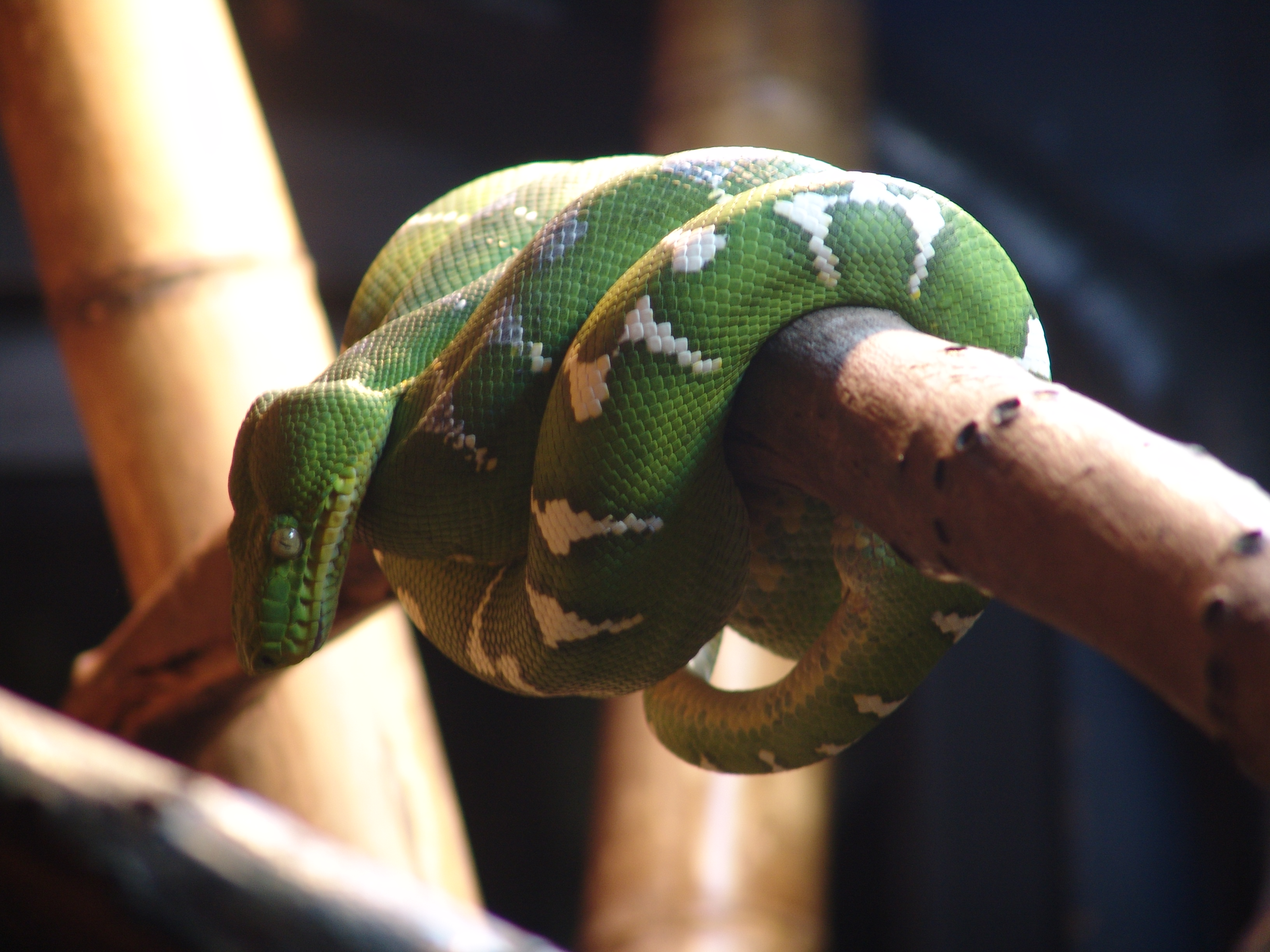
Boa
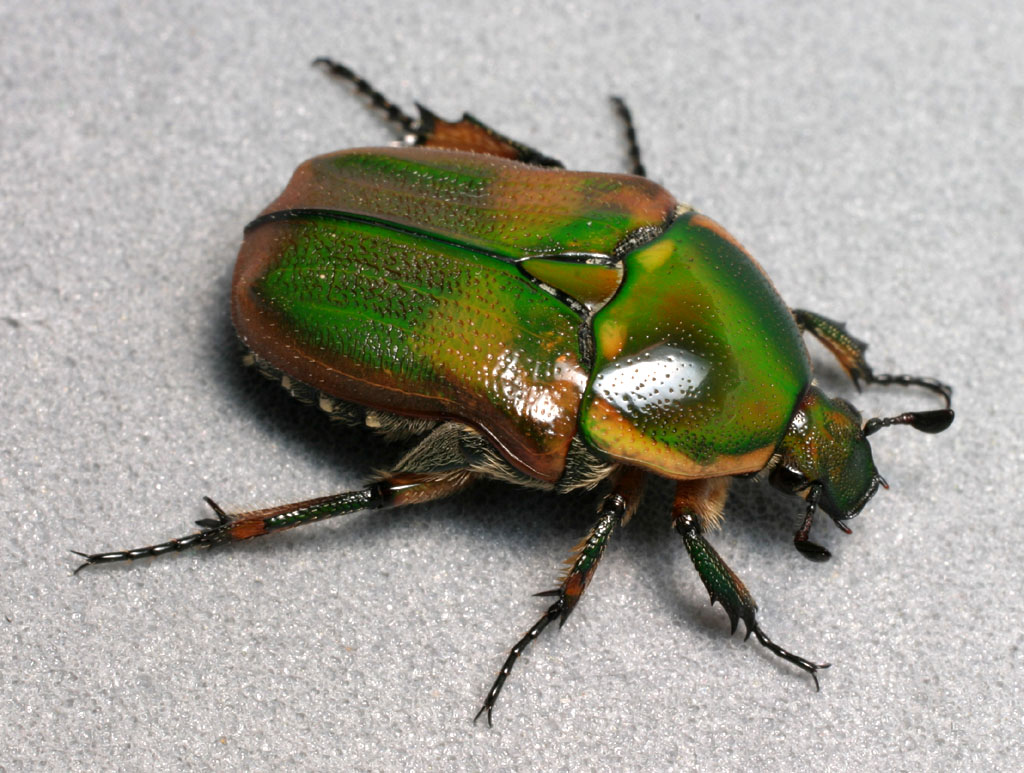
Euphoria fulgida
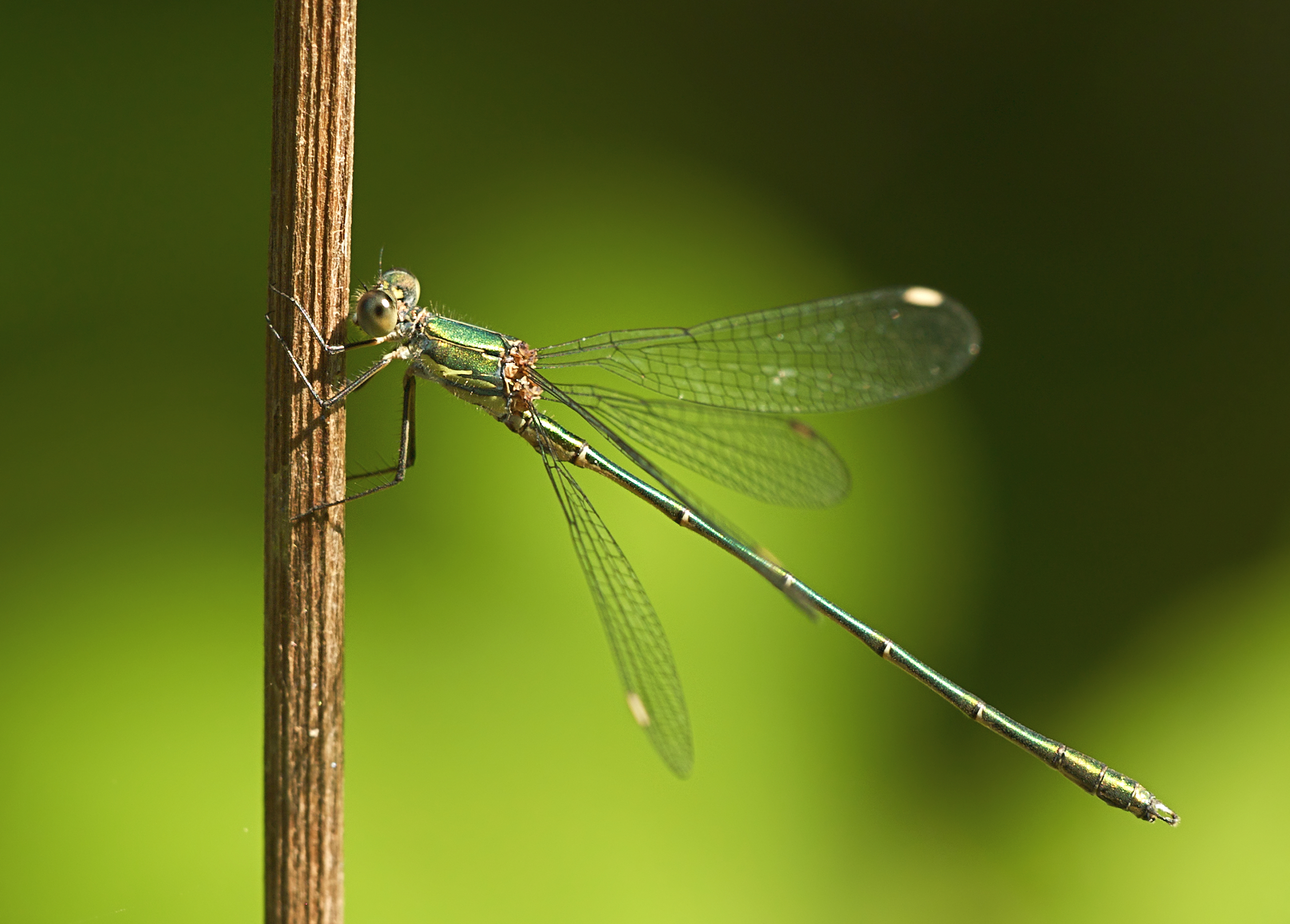
Chalcolestes viridis